# Wehrkirche Siegelbach

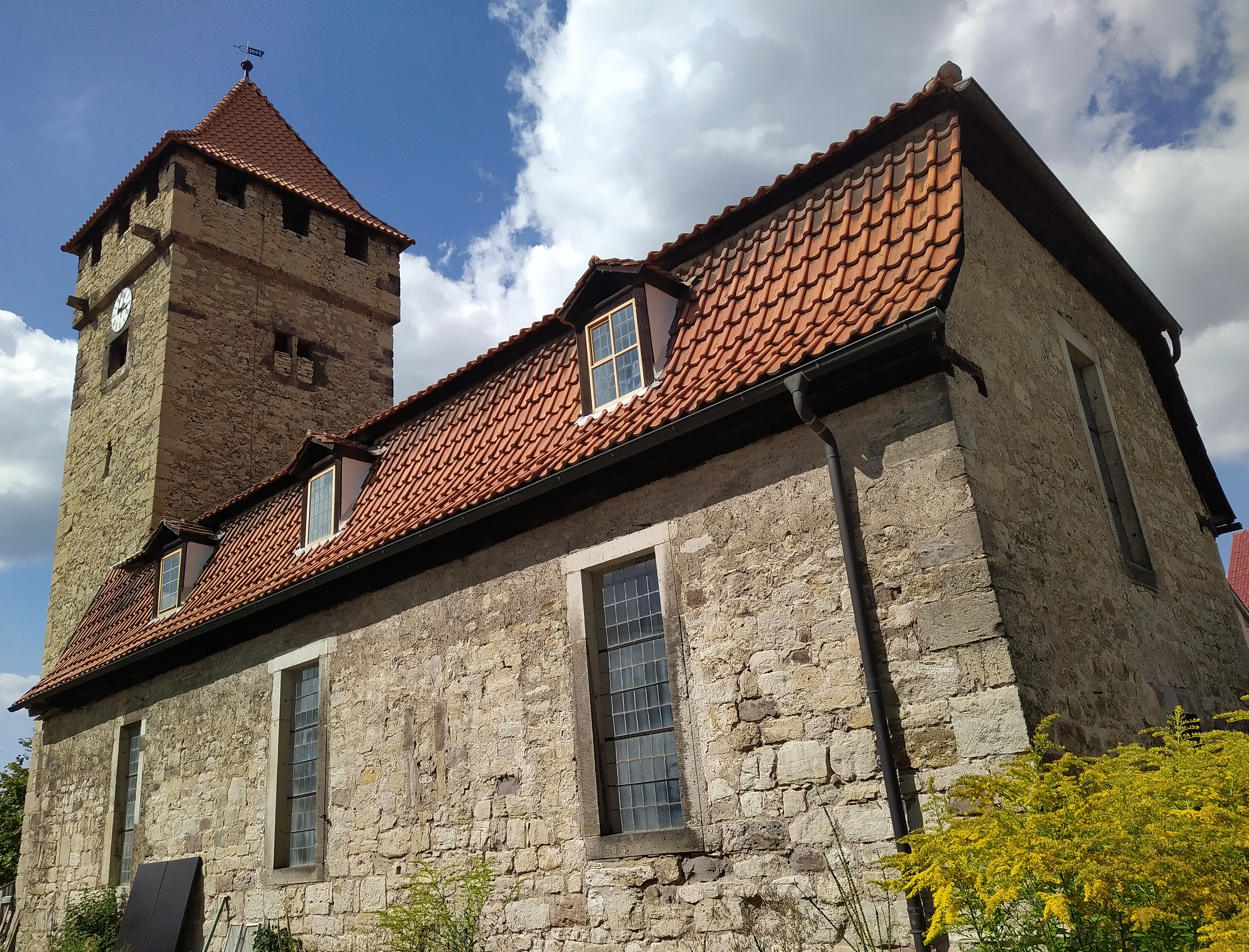
Die Kirche

Die evangelische Wehrkirche Siegelbach (St. Remigius) steht am südöstlichen Dorfausgang in Richtung Dannheim im Ortsteil Siegelbach der Stadt Arnstadt im Ilm-Kreis in Thüringen. Die Wehrkirche gehört zur Evangelisch-Lutherischen Kirchgemeinde Arnstadt im Kirchenkreis Arnstadt-Ilmenau der Evangelischen Kirche in Mitteldeutschland.

## Geschichte
Die Kirche und der Gottesacker gehörten einst zur Käfernburg und war später Filialgemeinde von Oberndorf bei Arnstadt.
Die Mauern und die Kirche sind aus gotischer Zeit. Im 13. Jahrhundert soll das Gebäude gebaut worden sein. Die Wehrhaftigkeit und der Verteidigungscharakter ist an den Türen, am hochliegenden Eingang und an den Lichtschlitzen zu erkennen. Auch der Umgang und die Wasserspeier sind Zeugen dieser Zeit.
In der Kirche befinden sich zwei Emporen, eine hinter der Orgel, die 1727 von Johann Anton Weise eingebaut wurde.
Das Zeltdach kam erst später auf die Zinnen des Turmes.
Um 1769 wurde eine umfassende Sanierung durchgeführt. Dabei wurde die Kirche nach Osten hin verlängert und mit einem Mansardendach versehen.